# Atoposmia tequila
Atoposmia tequila är en biart som först beskrevs av Peters 1972.  Atoposmia tequila ingår i släktet Atoposmia och familjen buksamlarbin. Inga underarter finns listade i Catalogue of Life.